# Edward F. Cline

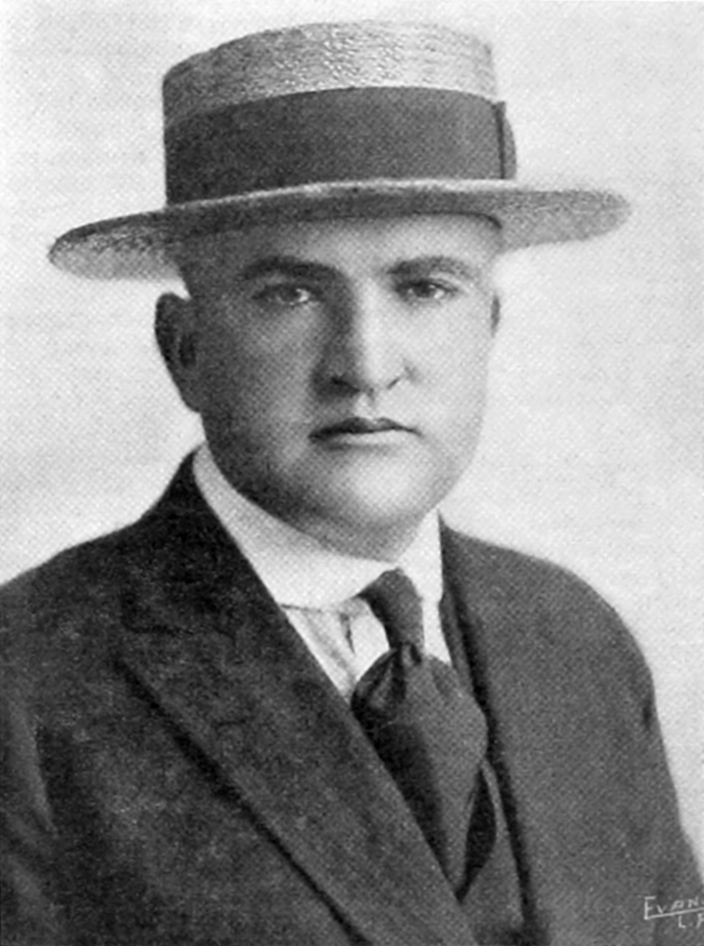
Edward F. Cline (1920)

Edward F. Cline, född 4 november 1891 i Kenosha, Wisconsin, död 22 maj 1961 i Hollywood, var en amerikansk skådespelare, regissör och manusförfattare.

## Filmografi

### Regi
- 1920 – One Week
- 1921 – The Haunted House
- 1921 – Söndagsseglaren
- 1922 – Den snöiga nord
- 1922 – Elektriska huset
- 1922 – Dagdrömmar
- 1922 – Gatloppet
- 1923 – Tro, hopp och kärlek
- 1923 – Buster i luften
- 1923 – Cirkusdagar
- 1924 – En karlakarl
- 1924 – Alltid redo
- 1924 – Kapten Januari
- 1924 – Chefen fröken Ruth
- 1925 – Affärsman hela da'n
- 1925 – Åter på grön kvist
- 1926 – Flirty Four-Flushers
- 1926 – A Harem Knight
- 1927 – The Jolly Jilter
- 1927 – Hjärtetjuvar och andra tjuvar
- 1927 – Salta böljor och friska viljor
- 1928 – Syndabocken
- 1928 – Katastrofen
- 1928 – Love at First Flight
- 1930 – Panik i dambastun
- 1930 – Kuppen vid åttonde gatan
- 1930 – Fint ska de va i Honolulu
- 1930 – Allt väl - på hotellfronten
- 1931 – Flickornas Charlie
- 1931 – Shove Off
- 1932 – Sensation i Los Angeles
- 1932 – Friska tag varenda dag
- 1933 – Parole Girl
- 1934 – Razzia
- 1935 – En gentleman i Arizona
- 1936 – Johnny vid hemliga polisen
- 1937 – On Again Off Again
- 1937 – Upp genom luften
- 1937 – Skottet från scenen
- 1938 – Peck's Bad Boy with the Circus
- 1938 – Hawaii Calls
- 1938 – Go Chase Yourself
- 1938 – En tjuvpojke på äventyr
- 1940 – Bankdeckaren
- 1940 – West i västern
- 1941 – Det spritter i benen
- 1942 – Never Give a Sucker an Even Break
- 1942 – Showsoldat James
- 1943 – Swingtime Johnny
- 1943 – Flugan galopperar åter
- 1944 – Utan rim och reson
- 1944 – Moonlight and Cactus
- 1944 – Hat Check Honey
- 1944 – Spökfångare
- 1945 – Penthouse Rhythm

### Manus
- 1921 – The Haunted House
- 1922 – Den snöiga nord
- 1922 – Elektriska huset
- 1922 – Dagdrömmar
- 1926 – Buster i luften
- 1926 – A Harem Knight

### Roll
- 1914 – Åh, vilken natt
- 1914 – Fatty, Charlie Chaplin och storsmockan
- 1921 – The Haunted House
- 1921 – Syndabocken
- 1922 – Den snöiga nord
- 1922 – Dagdrömmar